# Höfingen (Leonberg)

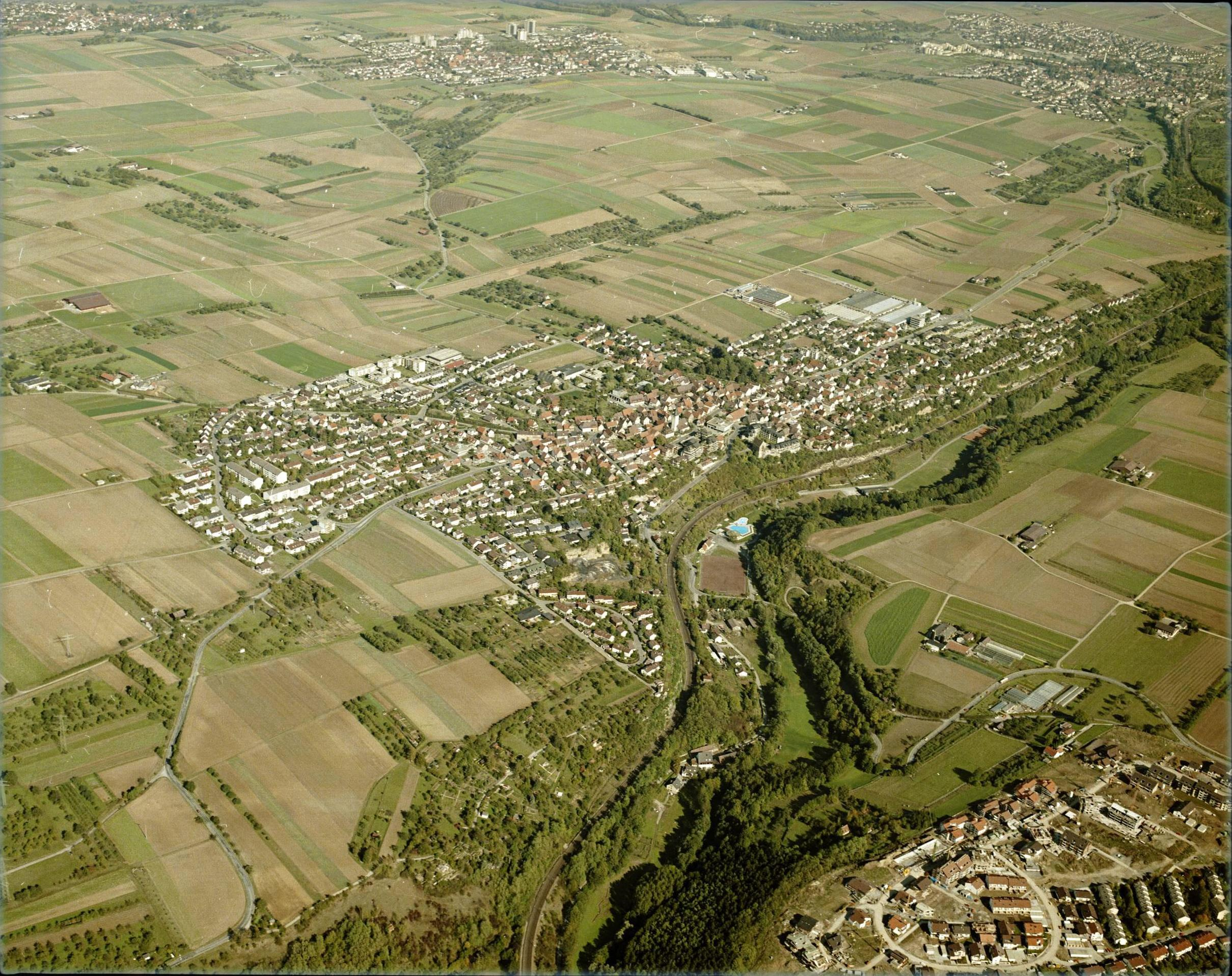
Luftbild von Südwest, 1983

Höfingen ist ein Stadtteil von Leonberg im Landkreis Böblingen in Baden-Württemberg.

## Geographie
Höfingen liegt im Strohgäu an der Glems.

## Geschichte
Im Jahre 880 wurde der Ort erstmals urkundlich als Hovoheim im Codex Laureshamensis des Klosters Lorsch erwähnt.
Der Ort gehörte seit 1624 zum Amt, später zum Oberamt Leonberg und seit 1938 zum Landkreis Leonberg. Höfingen wurde am 1. Januar 1975 in die Stadt Leonberg eingegliedert.

## Religion
Bis zur Reformation gehörte die Höfinger Pfarrei zum Landkapitel Grüningen im Archidiakonat Trinitatis des Bistums Speyer.
Seit dem 1. Januar 2019 bildet die evangelische Kirchengemeinde mit der vom Nachbarort Gebersheim die Evangelische Kirchengemeinde Gebersheim-Höfingen. Gottesdienste finden in Höfingen in der Laurentiuskirche statt, in Gebersheim in der Auferstehungskirche.

## Politik
Der Ortschaftsrat hat zwölf Mitglieder.
Die Sitzverteilung seit den Kommunalwahlen 2019:
| Partei / Wählerliste  | Sitze |
| --------------------- | ----- |
| CDU                   | 3     |
| Bündnis 90/Die Grünen | 4     |
| SPD                   | 2     |
| Freie Wähler (FWV)    | 2     |
| FDP                   | 1     |

### Wappen
| Wappen des Leonberger Stadtteils Höfingen | Blasonierung: „In Blau zwei konzentrische goldene (gelbe) Ringe.“ |
| Wappen des Leonberger Stadtteils Höfingen |                                                                   |

## Kultur und Sehenswürdigkeiten

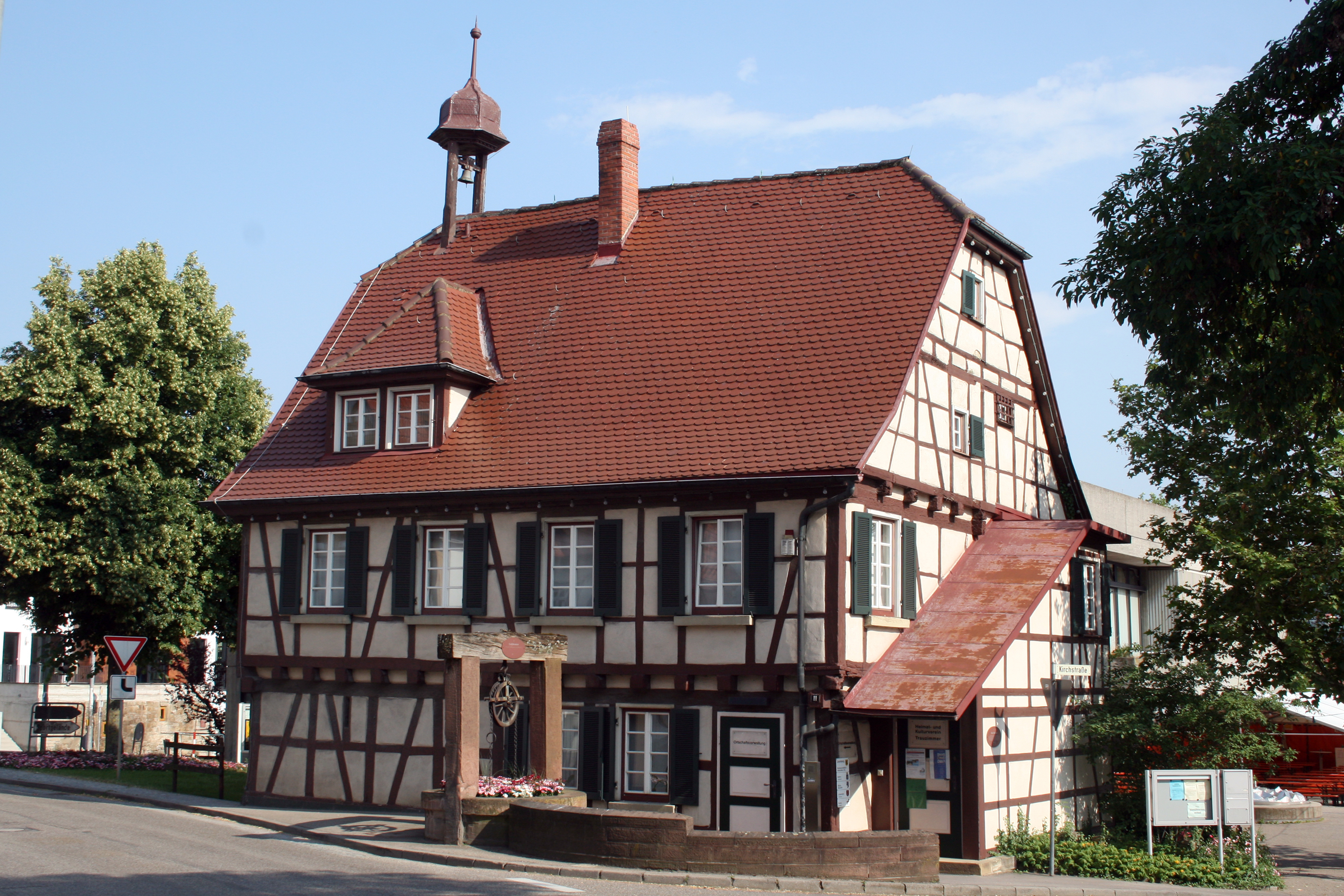
Das alte Rathaus

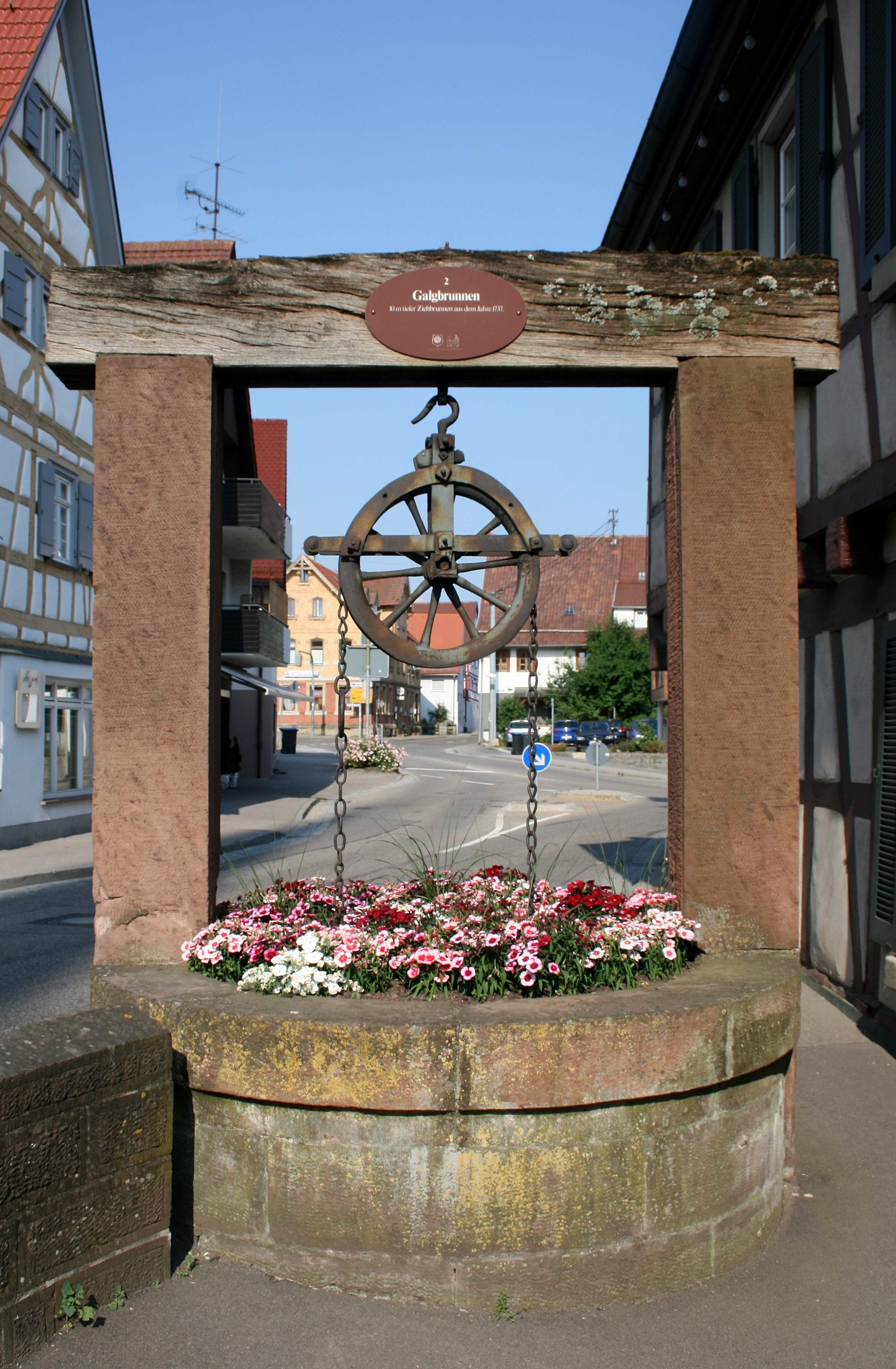
Der Galgbrunnen

### Kulturdenkmale
Höfingen besitzt eine Pfarrkirche, die evangelische Laurentiuskirche, welche in Teilen romanisch bzw. gotisch ist. Der Chor trägt die Jahreszahl 1407. Der 45 Meter hohe Westturm stammt im Wesentlichen aus dem 18. Jahrhundert und hat ein Zeltdach. Das Kirchenschiff wurde 1931 abgerissen und neu erbaut; bei dieser Maßnahme stürzten Teile des Chors ein. Die Kirche war Laurentius von Rom geweiht. Die Kirche bekam 1698 zwei neue Glocken, wovon eine noch existiert. Sie wurde mit einer anderen Schwester gegossen, die heute in Hemmingen in der gleichnamigen Laurentiuskirche mit zwei anderen Glocken hängt. Die Höfinger Kirche besitzt insgesamt vier Glocken.
St. Michael ist die römisch-katholische Kirche in Höfingen; sie besitzt keinen Kirchturm.

### Regelmäßige Veranstaltungen
Jeweils am letzten Wochenende im Juni findet das Waldfest des Musikvereins Höfingen statt. Bereits seit 1926 wird das Fest am Höfinger Waldeck gefeiert und ist damit das älteste Höfinger Fest. Das Waldfest beginnt traditionell mit einem Marsch des Musikvereins durch Höfingen und lockt jedes Jahr über tausend Besucher an.

## Wirtschaft und Infrastruktur

### Wirtschaft
Im Industriegebiet Pfad sind zahlreiche Firmen vertreten. Die perma-trade Wassertechnik GmbH widmet sich Wasseraufbereitungssystemen und produziert vor Ort mit Beschäftigten der Atrio WfbM.

### Öffentliche Einrichtungen
Im Ort gibt es die Grundschule Höfingen, vier Kindergärten, das Jugendhaus an der Glems, den TSV Höfingen und ein Kindercafé an der Strohgäuhalle.

### Verkehr

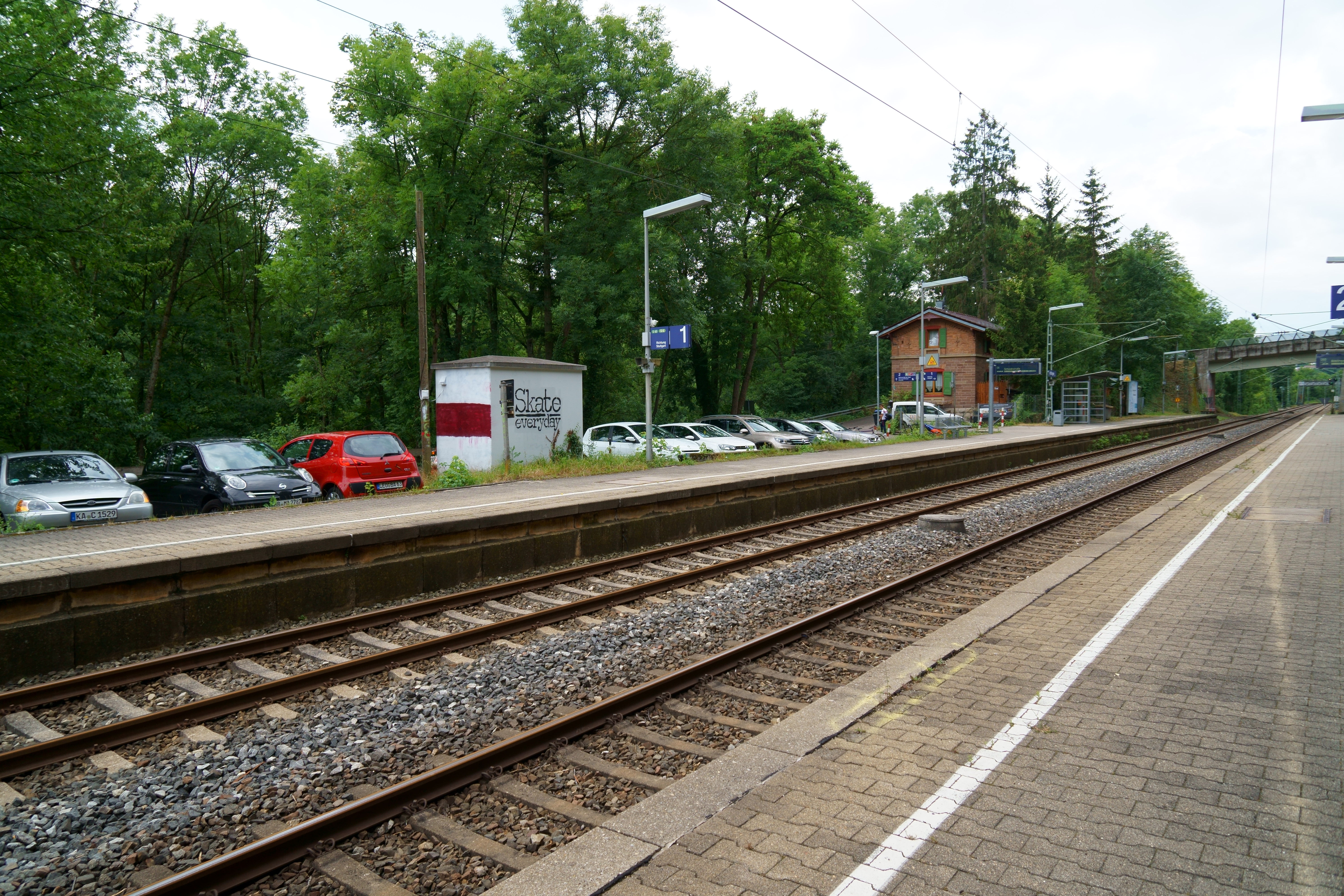
Bahnhof Höfingen

In Höfingen treffen sich die Landesstraße 1136 sowie die Kreisstraßen 1039 und 1689. Den öffentlichen Personennahverkehr (ÖPNV) bedient vor allem die seit 1978 bestehende Linie S6 (Weil der Stadt–Leonberg–Stuttgart Schwabstraße) der S-Bahn Stuttgart, die auf der Schwarzwaldbahn verkehrt. Sie ist eine Nahverkehrsverbindung in die Landeshauptstadt Stuttgart. In Höfingen besteht der Haltepunkt Höfingen. Seit der Eröffnung der S-Bahn-Strecke zwischen Renningen und Böblingen am 8. Dezember 2012 besteht eine direkte Verbindung nach Böblingen mit der S-Bahn-Linie S60.

## Persönlichkeiten
- Joachim Schütz (* 1947), Politiker (Grüne)
- Ursula Kreutel (* 1965), Diskuswerferin und Lokalpolitikerin